# Opere di H. G. Wells
Herbert George Wells, meglio conosciuto come H. G. Wells (Bromley, 21 settembre 1866 – Londra, 13 agosto 1946), è stato uno scrittore britannico tra i più popolari della sua epoca; autore di alcune delle opere fondamentali della fantascienza, è ricordato come uno degli iniziatori di tale genere narrativo

## Romanzi
| Titolo italiano                      | Titolo inglese                         | Anno Italia | Anno UK/USA | Primo editore Italia        | Primo editore UK/USA       |
| ------------------------------------ | -------------------------------------- | ----------- | ----------- | --------------------------- | -------------------------- |
| Lady Frankland's Companion (perduto) | Lady Frankland's Companion             |             | 1888        |                             | "Hammond"/>                |
| La macchina del tempo                | The Time Machine                       | 1902        | 1895        | Antonio Vallardi Editore    | William Heinemann          |
| La visita meravigliosa               | The Wonderful Visit                    | 1905        | 1895        | Fratelli Treves             | MacMillan and Co.          |
| L'isola del dottor Moreau            | The Island of doctor Moreau            | 1900        | 1896        | Società Editrice Nazionale  | Heinemann, Stone & Kimball |
| The Wheels of Chance                 | The Wheels of Chance                   |             | 1896        |                             | J. M. Dent & Co            |
| L'uomo invisibile                    | The Invisible Man                      | 1900        | 1896        | Società Editrice Nazionale  | Arthur Pearson             |
| La guerra dei mondi                  | The War of the Worlds                  | 1901        | 1896        | Antonio Vallardi Editore    | William Heinemann          |
| Il risveglio del dormiente           | The Sleeper Awakes                     | 1907        | 1899        | Antonio Vallardi Editore    | Harper & Brothers          |
| Love and Mr. Lewisham                | Love and Mr. Lewisham                  | 1904        | 1899        | Antonio Vallardi Editore    | Harper & Brothers          |
| I primi uomini sulla Luna            | The First Men in the Moon              | 1911        | 1901        | Antonio Vallardi Editore    | George Newnes              |
| La signora del mare                  | The Sea Lady                           | 1908        | 1902        | Fratelli Treves             | Methuen Publishing         |
| L'alimento divino                    | The Food of the Gods                   | 1922        | 1904        | Casa Editrice Cesare Cioffi | MacMillan and Co.          |
| Kipps                                | Kipps                                  | 1926        | 1905        | Fratelli Treves             | MacMillan and Co.          |
| Un'utopia moderna                    | A Modern Utopia                        | 1990        | 1905        | Mursia                      | Chapman & Hall             |
| Nei giorni della cometa              | In the Days of the Comet               | 1906        | 1906        | Fratelli Treves             | The Century Co.            |
| La guerra nell'aria                  | The War in the Air                     | 1909        | 1908        | Fratelli Treves             | George Bell & Sons         |
| Anna Veronica                        | Ann Veronica                           | 1913        | 1909        | Fratelli Treves             | T. Fisher Unwin            |
| Tono-Bungay                          | Tono-Bungay                            | 2000        | 1909        | Fazi editore                | MacMillan and Co.          |
| Storia di un uomo che digeriva male  | The History of Mr. Polly               | 1915        | 1910        | Fratelli Treves             | Thomas Nelson and Sons     |
| The New Machiavelli                  | The New Machiavelli                    |             | 1911        |                             | Lane & The Bodley Head     |
| Marriage                             | Marriage                               |             | 1912        |                             | MacMillan and Co.          |
| Gli amici appassionati               | The Passionate Friends                 | 1915        | 1913        | Fratelli Treves             | Harper & Brothers          |
| La liberazione del mondo             | The World Set Free                     | 1981        | 1914        | Mursia                      | MacMillan and Co.          |
| The Wife of Sir. Isaac Harman        | The Wife of Sir. Isaac Harman          |             | 1914        |                             | MacMillan and Co.          |
| La ricerca magnifica                 | The Research Magnificent               | 1934        | 1915        | A. Barion                   | MacMillan and Co.          |
| Bealby: a Holiday                    |                                        |             | 1915        |                             | Methuen Publishing         |
| Boon                                 |                                        |             | 1915        |                             | T. Fisher Unwin            |
| Mister Britling Sees It Trough       |                                        |             | 1916        |                             |                            |
| L'anima di un vescovo                | The Soul of a Bishop                   | 1919        | 1917        | Sonzogno                    | Cassell                    |
| Gianna e Piero                       | Joan and Peter: the Story of Education | 1934        | 1918        | A. Barion                   | Cassell                    |
| Fiamma viva                          | The Undying Fire                       | 2017        | 1919        | Edizioni della Sera         | Cassell & Co               |
| The Secret Places of the Heart       |                                        |             | 1922        |                             | MacMillan and Co.          |
| Uomini come dei                      | Men Like Gods                          | 1966        | 1923        | Mursia                      | Cassell & Co               |
| The Dream                            |                                        |             | 1924        |                             |                            |
| Cristina Alberta's Father            |                                        |             | 1925        |                             |                            |
| Il Mondo di Guglielmo Clissold       | The World of William Clissold          |             | 1926        |                             |                            |
| Meanwhile                            |                                        |             | 1927        |                             |                            |
| Mr Blettsworthy on Rampole Island    |                                        |             | 1928        |                             |                            |
| The Autocracy of Mr. Parham          |                                        |             | 1930        |                             |                            |
| Il cavaliere di Blup                 | The Bulpington of Blup                 | 1934        | 1932        | Editrice Genio              | Hutchinson & Co.           |
| The Shape of Things to Come          |                                        |             | 1933        |                             |                            |
| Il giuocatore di croquet             | The Croquet Player: a Story            | 1947        | 1936        | Leonardo                    | Chatto & Windus            |
| Brynhild                             |                                        |             | 1937        |                             |                            |
| Gli astrigeni                        | Star Begotten                          | 1966        | 1937        | Mursia                      | Chatto & Windus            |
| The Camford Visitation               |                                        |             | 1938        |                             |                            |
| Apropos of Dolores                   |                                        |             | 1939        |                             |                            |
| The Brothers                         |                                        |             | 1938        |                             |                            |
| The Holy Terror (romanzo)            |                                        |             | 1939        |                             |                            |
| Babes in the Darkling Wood           |                                        |             | 1940        |                             |                            |
| All Aboard of Ararat                 |                                        |             | 1940        |                             |                            |
| You Can't Be Too Careful             |                                        |             | 1941        |                             |                            |

## Saggistica
- Text-Book of Biology (1893)
- Honours Physiography (1893) – with R. A. Gregory
- Certain Personal Matters (1897)
- Anticipations of the Reactions of Mechanical and Scientific Progress upon Human Life and Thought (1901)
- Mankind in the Making (1903)
- The Future in America (1906)
- This Misery of Boots (1907)
- Will Socialism Destroy the Home? (1907)
- New Worlds for Old (1908)
- First and Last Things (1908)
- Floor Games (1911)
- The Great State (1912)
- Great Thoughts From H. G. Wells (1912)
- Thoughts From H. G. Wells (1912)
- Piccole guerre (Little Wars, 1913)
- The War That Will End War (1914)
- An Englishman Looks at the World conosciuto in Stati Uniti d'America come Social Forces in England and America (1914)
- The War and Socialism (1915)
- The Peace of the World (1915)
- What is Coming? (1916)
- The Elements of Reconstruction (1916) – pubblicato con lo pseudonimo di D. P.
- God the Invisible King (1917)
- War and the Future  noto anche come Italy, France and Britain at War(1917)
- Introduction to Nocturne (1917)
- In the Fourth Year (1918)
- The Idea of a League of Nations (1919) – in partecipazione con Edward Grey, Lionel George Curtis, William Archer, Henry Wickham Steed, Alfred Eckhard Zimmern, J. A. Spender, James Bryce  & Gilbert Murray
- The Way to the League of Nations (1919) – in partecipazione con Edward Grey, Lionel George Curtis, William Archer, Henry Wickham Steed, Alfred Eckhard Zimmern, J. A. Spender, James Bryce  & Gilbert Murray
- The Outline of History I, II 1920, 1931, 1940 (1949, 1956, 1961, 1971)
- Russia in the Shadows (1920)
- Frank Swinnerton (1920) – in partecipazione con Arnold Bennett, Grant Overton
- The Salvaging of Civilization (1921)
- A Short History of the World (1922) (Nuova edizione revisionata nel 1946)
- Washington and the Hope of Peace conosciuto anche come Washington and the Riddle of Peace (1922)
- Socialism and the Scientific Motive (1923)
- The Story of a Great Schoolmaster: Being a Plain Account of the Life and Ideas of Sanderson of Oundle (1924) – Biografia di Frederick William Sanderson
- An Introduction to the 1914 Edition of "Anticipations"  (1924)
- Locomotion and Administration, a Paper on Administrative Areas Read Before the Fabian Society (1924)
- The Problem of the Birth Supply (1924)
- The Case for Republicanism (1924)
- Thought in the Modern State (1924')
- A Year of Prophesying (1925)
- A Short History of Mankind (1925)
- Mr. Belloc Objects to "The Outline of History" (1926)
- Wells' Social Anticipations (1927)
- The Way the World is Going (1929)
- The Book of Catherine Wells (1928)
- The Open Conspiracy conosciuto anche come What Are We To Do With Our Lives? (1928)
- The Science of Life (1930) scritto con Julian Huxley & G. P. Wells
- Divorce as I See It (1930)
- Points of View (1930)
- The Work, Wealth and Happiness of Mankind (1931)
- The New Russia (1931)
- Selections From the Early Prose Works of H. G. Wells (1931)
- After Democracy (1932)
- Experiment in Autobiography (1934)
- The New America: The New World (1935)
- The Anatomy of Frustration (1936)
- World Brain (1938)
- The Fate of Homo Sapiens conosciuto anche come The Fate of Man (1939)
- Il Nuovo Ordine Mondiale (The New World Order, 1939), in “Il Nuovo Ordine Mondiale – L’unione dell’Europa”, Lulu Press – Raleigh (NC) 2018, traduzione del Rev. Marco Lupi Speranza, ISBN 978-8-89-495112-7.
- Travels of a Republican Radical in Search of Hot Water (1939)
- The Common Sense of War and Peace (1940)
- The Rights of Man (1940)
- The Pocket History of the World (1941)
- Guide to the New World (1941)
- The Outlook for Homo Sapiens (1942)
- The Conquest of Time (1942)
- Modern Russian and English Revolutionaries (1942) – con Lev Uspensky
- Phoenix: A Summary of the Inescapable Conditions of World Reorganization (1942)
- Crux Ansata conosciuto anche come Crux Ansata An Indictment of the Roman Catholic Church (1943)
- '42 to '44: A Contemporary Memoir (1944)
- Reshaping Man's Heritage (1944) – con John Burdon Sanderson Haldane, Julian Huxley
- The Happy Turning (1945)
- Mind at the End of its Tether (1945)
- Marxism vs Liberalism (1945) – con Iosif Stalin
- H.G. Wells: Early Writings in Science and Science Fiction (1975)

## Racconti
Nota: I racconti sono in ordine alfabetico con l'anno tra parentesi; non in ordine di pubblicazione.
- A Tale of the Twentieth Century (1887)
- A Talk with Gryllotalpa (1887) – pubblicato con lo pseudonimo di Septimus Browne
- A Vision of the Past (1887)
- The Death of Miss Peggy Pickersgill's Cat (dicembre 1887) - mai pubblicato, distrutto dopo vari rigetti.[11][10]
- The Professor (1887) - pubblicato su Family Herald (perduto)[11][10]
- The Chronic Argonauts (1888)
- The Devotee of Art (1888)
- L'uomo volante (The Flying Man aka The Advent of the Flying Man 1893)
- L'isola dell'Aepyornis (Æpyornis Island 1894)
- Una compravendita di struzzi (A Deal in Ostriches 1894)
- Il fabbricante di diamanti (The Diamond Maker 1894)
- Fioritura di una strana orchidea (The Flowering of the Strange Orchid aka The Strange Orchid 1894); trad. ital. in: La casa stregata e altri racconti del mistero (Elliot, 2019).
- Furto notturno con scasso a Hammerpond Park (The Hammerpond Park Burglary 1894)
- Il dio delle dynamo (The Lord of the Dynamos 1894)
- How Gabriel Became Thompson (1894)
- All'osservatorio di avu (In the Avu Observatory 1894)
- Alla moderna: storia d'amore fredda (In the Modern Vein: An Unsympathetic Love Story aka A Bardlet's Romance (1894)
- Come Jane fu piantata in asso (racconto breve,  The Jilting of Jane, 1896)
- The Man With a Nose (1894)
- A Misunderstood Artist (1894)
- La vacanza del signor Ledbetter (Mr. Ledbetter's Vacation  aka Mr. Leadbetter's Vacation (1898)
- Il bacillo rubato (The Stolen Bacillus 1894)
- The Thing in No. 7 (1894)
- Dalla finestra (Through a Window aka At a Window 1894)
- The Thumbmark (1894)
- Il tesoro nella foresta (The Treasure in the Forest 1894)
- Il trionfo di un tassidermista (The Triumphs of a Taxidermist 1894)
- A Family Elopement (1894)
- Gli argonauti dell'aria (The Argonauts of the Air 1895)
- Una catastrofe (A Catastrophe 1895)
- Il cono (The Cone 1895)
- How Pingwill Was Routed (1895)
- Le Mari Terrible (1895)
- La farfalla (The Moth aka A Moth – Genus Novo 1895)
- Our Little Neighbour (1895)
- Pollock e il Porroh (Pollock and the Porroh Man 1895)
- La riconciliazione (The Reconciliation aka The Bulla 1895)
- Il sorprendente caso della vista di Davidson (The Remarkable Case of Davidson's Eyes aka The Story of Davidson's Eyes 1895)
- La triste storia di un critico drammatico (The Sad Story of a Dramatic Critic aka The Obliterated Man 1895)
- La tentazione di Harringay (The Temptation of Harringay 1895)
- Wayde's Essence (1895)
- Il pomo (The Apple 1896)
- Nell'abisso (In the Abyss 1896)
- La storia di Plattner (The Plattner Story 1896)
- Il pileo porporeo (The Purple Pileus 1896)
- The Rajah's Treasure (1896)
- La stanza rossa (The Red Room aka The Ghost of Fear 1896)
- I razziatori del mare (The Sea Raiders 1896)
- Un vetrino sotto il microscopio (A Slip Under the Microscope 1893)
- Il fu signor Elvesham (The Story of the Late Mr. Elvesham 1896)
- Sotto il bisturi (Under the Knife aka Slip Under the Knife 1896)
- L'uovo di cristallo (The Crystal Egg 1897)
- L'eredità perduta (The Lost Inheritance 1897)
- Mr Marshall's Doppelganger (1897)
- A Perfect Gentleman on Wheels (1897)
- The Presence by the Fire (1897)
- La stella (The Star 1897)
- Nei giorni della cometa (A Story of the Days to Come 1897)
- Una storia dei giorni futuri (A Story of the Stone Age a.k.a. Stories of the Stone Age 1897)
- Jimmy Goggles il dio (Jimmy Goggles the God 1898)
- L'uomo che poteva compiere miracoli (The Man Who Could Work Miracles 1898)
- Il cuore della signorina Winchelsea (Miss Winchelsea's Heart 1898)
- Il corpo rubato (The Stolen Body 1898)
- Walcote (1898)
- Il tesoro del signor Brisher (Mr. Brisher's Treasure 1899)
- Visione del giudizio universale (A Vision of Judgment 1899)
- Un sogno di Armageddon (A Dream of Armageddon 1901)
- Filmer (1901)
- Il signor Skelmersdale nel paese delle fate (Mr. Skelmersdale in Fairyland 1901)
- Il nuovo acceleratore (The New Accelerator 1901)
- Il fantasma inesperto (The Inexperienced Ghost aka The Story of the Inexperienced Ghost 1902)
- The Loyalty of Esau Common (1902)
- Le corazzate terrestri (The Land Ironclads 1903)
- La bottega magica (The Magic Shop 1903)
- La verità su Pyecraft (The Truth About Pyecraft 1903)
- La valle dei ragni (The Valley of Spiders 1903)
- Il paese dei ciechi (The Country of the Blind 1904)
- L'impero delle formiche (The Empire of the Ants 1905)
- La porta nel muro (The Door in the Wall 1906)
- Il vestito bello (The Beautiful Suit a.k.a. A Moonlight Fable 1909)
- Mammina sul Mörderberg (Little Mother Up the Morderberg 1910)
- Il mio primo aeroplano (My First Aeroplane 1910)
- La storia dell'ultima tromba (The Story of the Last Trump 1915)
- The Wild Asses of the Devil(1915)
- Peter Learns Arithmetic (1918)
- L'orribile gente (The Grisly Folk 1921)
- La perla d'amore (The Pearl of Love 1924)
- The Euphemia Papers (1925)
- The Queer Story of Brownlow's Newspaper (1932)
- Answer to Prayer (1937)
- Il paese dei ciechi (The Country of the Blind (revised)1939)
- The Desert Daisy (postumo) (1957)
- The Wealt of Mr. Waddy: a Novel (postumo) (1969)

## Raccolte racconti
- Select Conversations with an Uncle, now Extinct, and Two Other Reminiscences (1895)
- Il bacillo rubato e altri casi (The Stolen Bacillus and Other Incidents, 1895)[N 3][N 4]
- The Red Room (1896)
- Thirty Strange Stories (1897)[24][25][26][27]
- The Plattner Story and Others (1897)
- Tales of Space and Time (1899)
- A Cure For Love (1899)
- Twelve Stories and a Dream (1903)
- The Country of the Blind and Other Stories (1911)
- The Door in the Wall and Other Stories (1911)
- The Star (1913)
- Boon, The Mind of the Race, The Wild Asses of the Devil, and The Last Trump (1915) – first edition published under the pseudonym Reginald Bliss
- Tales of the Unexpected (1922)
- Tales of Wonder (1923)
- Tales of Life and Adventure (1923)
- The Works of H. G. Wells (1924 - 1927)
- The Empire of the Ants and Other Stories (1925)
- The Short Stories of H. G. Wells (1927)
- Selected Short Stories (1927)
- The Adventures of Tommy (1929)
- The Valley of Spiders (1930)
- The Stolen Body and Other Tales of the Unexpected (1931)
- The Famous Short Stories of H. G. Wells (aka The Favorite Short Stories of H. G. Wells) (1937)
- Short Stories by H. G. Wells (1940)
- The Inexperienced Ghost (1943)
- The Land Ironclads (1943)
- The New Accelerator (1943)
- The Truth About Pyecraft and Other Short Stories (1943)
- Twenty-Eight Science Fiction Stories (1952)
- Seven Stories (1953)
- Three Prophetic Science Fiction Novels of H. G. Wells (1960)
- The Early H. G. Wells (1961)[28]
- The Cone (1965)
- Best Science Fiction Stories of H. G. Wells (1966)
- The Complete Short Stories of H. G. Wells (1966)
- H.G. Wells: Early Writings in Science and Science Fiction (1975)
- The Man with the Nose and Other Uncollected Stories of H. G. Wells (1984)
- The Red Room and Other Stories (1998)
- Selected Stories of H. G. Wells (2004)

## Articoli
- Zoological Regression (1891)
- The Rediscovery of the Unique (1891)
- The Universe Rigid (perduto, distrutto dopo rigetto dell'editore, 1891)
- Ancient Experiments in Co-Operation (1892)
- On Extinction (1893)
- The Man of the Year Million (1893)
- The Sun God and the Holy Stars (1894)
- Province of Pain (1894)
- Life in the Abyss (1894)
- Another Basis for Life (1894)
- The Rate of Change in Species (1894)
- The Biological Problem of To-day (1894)
- The 'Cyclic' Delusion (1894)
- Flat Earth Again (1894)
- Bio-Optimism (1895)
- Bye-Products in Evolution (1895)
- Death (1895)
- The Duration of Life (1895)
- The Visibility of Change in the Moon (1895)
- The Limits of Individual Plasticity (1895)
- Human Evolution, an Artificial Process (1896)
- Intelligence on Mars (1896)
- Concerning Skeletons (1896)
- The Possible Individuality of Atoms (1896)
- Morals and Civilisation (1897)
- On Comparative Theology (1898)
- The Discovery of the Future (1902)
- The English House of the Future (1903; several other authors)
- Skepticism of the Instrument (1903)
- The Things that Live on Mars (Illustrazioni a cura di William Robinson Leigh)[29][30][31] (1908)
- The Grisly Folk (1921)
- Mr. Wells and Mr. Vowles (1926)
- The Red Dust a Fact! (1927)
- Democracy Under Revision (1927)
- 16 ottobre 1927 New York Times - Wells Speaks Some Plain Words to us
- Common Sense of World Peace (1929)
- Foretelling the Future (1938)

## Sceneggiature
Versioni pubblicate di sceneggiature di film scritte da Wells
- The King Who Was a King: The Book of a Film (1929 – scenario for a film which was never made)
- Things to Come (1935 – adattamento di The Shape of Things to Come and The Work, Wealth and Happiness of Mankind)
- The Man Who Could Work Miracles (1936)
- The New Faust (in Nash's Pall Magazine, December 1936 – adattamento di "The Story of the Late Mr Elvesham")

## Principali opere tradotte
- Tutti i racconti e i romanzi brevi di H.G. Wells, (4 voll.), F. Ferrara, Mursia, Milano (1966)
- Breve storia del mondo, De Donato, Bari (1931)
- L'uomo invisibile e altri casi straordinari, Casini, Roma (1966)
- Racconti, M. Flores, Garzanti, Milano (1976)
- La porta nel muro, J. L. Borges, Ricci, Milano (1980)
- Gli astrigeni, L'Argonauta, Latina (1988)
- L'uomo invisibile, Bompiani, Milano (1988)
- Un'utopia moderna, Mursia, Milano (1990)
- La macchina del tempo Mursia, Milano (1990)
- Piccole guerre, Sellerio, Palermo (1990)
- L'isola del dottor Moreau, Mursia, Milano (1991)
- La guerra dei mondi, Mursia, Milano (1991)
- La Macchina del Tempo, trad. di Michele Mari, Einaudi, 2017
- La storia di Mr Polly trad. it. di Caterina Ciccotti, Meridiano Zero, 2017
- Il soffitto stregato e altre visioni, trad. it. di Stefano Manfelotti, Santa Maria Capua Vetere, Edizioni Spartaco, 2024

Da molti di questi romanzi sono stati tratti dei film. La sua autobiografia fu pubblicata nel 1934 con il titolo An experiment in autobiography.

### Annotazioni
1. ↑  La fantascienza in Europa inizia propriamente alla fine del XIX secolo con il romanzo scientifico (scientific romance), di cui un esponente di spicco fu Jules Verne (1828 – 1905), per il quale la scienza era piuttosto sul livello dell'invenzione, come pure le storie di critica sociale orientate alla scienza di H. G. Wells (1866 – 1946)Brian Stableford, in The Science Romance in Britain: 1890-1950, ha dimostrato che i primi scrittori britannici di fantascienza che usavano questo termine differivano per vari aspetti dagli autori americani del tempo. Gli scrittori britannici, prima di tutto, tendevano a minimizzare il ruolo degli "eroi" individuali, assumendo una "prospettiva evoluzionistica" e una visione tetra del futuro, mostrando scarso interesse nello spazio visto come nuova frontiera. A proposito degli "eroi", molti romanzi di H. G. Wells hanno un protagonista anonimo e, spesso, impotente di fronte alle forze della natura. La prospettiva evoluzionistica può essere intravista nelle storie che coinvolgono lunghi periodi di tempo; due esempi sono La macchina del tempo di Wells e Il costruttore di stelle (Star Maker, 1937) di Olaf Stapledon. Anche nei romanzi scientifici che non coinvolgono ampi archi temporali, la domanda che ci si pone è se l'umanità sia soltanto un'altra specie schiava di pressioni evolutive che si sono spesso manifestate, come si può vedere in alcune parti di The Hampdenshire Wonder di J. D. Beresford e diverse opere di Sidney Wright. A proposito dello spazio, nella Trilogia dello spazio C. S. Lewis sostiene che "fintanto che l'umanità resterà imperfetta e peccaminosa, la nostra esplorazione di altri pianeti farà più danni che bene". La maggior parte degli autori del romanzo scientifico non dimostrano comunque sufficiente interesse per l'argomento.
Si può notare come in molte delle opere di tutti gli autori già citati l'umanità risulta condannata, o a causa del peccato originale o, assai più spesso, a causa di fattori biologici che ci riguardano fin dai più antichi progenitori scimmieschi.[1][2][3][4][5][6][7][8]
2. ↑  Bibliografia sui romanzi di H. G. Wells [9]
3. ↑  Pubblicazioni de Il bacillo rubato e altri casi sui quotidiani dell'epoca[12][13][14][15][16]
[17][18][19]
4. ↑  Pubblicazioni de Il bacillo rubato e altri casi[12][13][20][21][22][23]

### Fonti
1. ↑   Riccardo Valla, Le Origini Della Fantascienza (Prima parte), su carmillaonline.com. URL consultato il 13 febbraio 2013 (archiviato dall'url originale il 22 ottobre 2012).
2. ↑   Bernard Bergonzi, The early H. G. Wells. A study of the scientiftc romances, Manchester, Manchester University Press, 1961.
3. ↑  (EN) John Clute, David Langford e Peter Nicholls (a cura di), Jules Verne, in The Encyclopedia of Science Fiction, IV edizione online, 2021. Ultimo accesso 25 maggio 2012
4. ↑   Mark R. Hillegas, The Future as Nightmare. H.G. Wells and the Anti-Utopians, New York, Oxford University Press, 1967.
5. ↑  (EN) James Gunn, Centre for the study of science fiction-The man who invented tomorrow, su sfcenter.ku.edu. URL consultato il 2 luglio 2012 (archiviato dall'url originale il 5 agosto 2012).
6. ↑  (EN) James Gunn, The Science of Science Fiction Writing, Scarecrow Press, 31 ottobre 2000,  p. 256, ISBN 978-1-57886-011-1.
7. ↑  (EN) Robert M. Philmus, David Y. Hughes, H.G. Wells: Early Writings in Science and Science Fiction, Berkeley, Los Angeles, and London: University of California Press, 1975, ISBN 978-0-520-02679-7.
8. ↑   Wells, Herbert George, su sapere.it, DeAgostini, 2012. URL consultato il 9 febbraio 2015.
«Profondo conoscitore di fisica e biologia e sinceramente preoccupato dei possibili esiti dell'evoluzione – o della regressione – dei destini umani, Wells imperniò su tali interessi la parte più originale della sua attività di narratore, elevando a piena dignità letteraria il genere del romanzo fantascientifico di E. Bellamy e J. Verne e preparando la strada alle utopie, e alle antiutopie, di E. Zamjatin, A. Huxley e G. Orwell.»
9. ↑   F.F.F. Fondazione Franco Fossati - Museo del fumetto, dell'illustrazione e dell'immagine animata, su lfb.it. URL consultato il 10 aprile 2017.
10. 1 2 3   H. G. Wells, Sezione 3, in La guerra dei mondi, Minimum Fax, 3 novembre 2016. URL consultato il 15 maggio 2019.
11. 1 2  (EN) J. Hammond, Overview, in H.G. Wells and the Short Story, Springer, 15 settembre 1992, ISBN 9780230376670. URL consultato il 15 maggio 2019.
12. 1 2   Ernesto Vegetti, Pino Cottogni; Ermes Bertoni, Catalogo Sf, Fantasy e Horror, su catalogovegetti.com. URL consultato il 12 febbraio 2012.
13. 1 2  (EN) The Locus Index to Science Fiction: 1984-1998, su locusmag.com. URL consultato il 12 febbraio 2012.
14. ↑  (EN) The FictionMags Index, su philsp.com. URL consultato il 12 febbraio 2012 (archiviato dall'url originale il 14 novembre 2012).
15. ↑  (EN) The Stolen Bacillus and Other Incidents, su archive.org,  p. IV. URL consultato il 13 febbraio 2012.
16. ↑  (EN) George Connes, A dictionary of the characters and scenes in the novels, romances, and short stories of H. G. Wells, su books.google.ie, M. Darantiere, 1926,  pp. 27-30. URL consultato l'11 marzo 2017.
17. ↑  (EN) Burt Franklin, A Bibliography of the works of H.G.Wells 1887-1925 part one: Books and Pamhplets, New York N.Y., Franklin Burt, 1922,  p. 6, ISBN 978-0-8337-5190-4. URL consultato il 17 febbraio 2012.
18. ↑  (EN) Dave's Reviews - The Stolen Bacillus and Other Incidents (1904), su goodreads.com. URL consultato l'11 marzo 2015.
19. ↑  (EN) Index to Science Fiction Anthologies and Collections, su philsp.com. URL consultato l'11 marzo 2017 (archiviato dall'url originale il 30 maggio 2016).
20. ↑  (EN) C.D. Merriman for Jalic Inc., Biography of H.G.Wells, su online-literature.com, 2007. URL consultato il 12 febbraio 2012.
21. ↑  (EN) Bibliography: The Stolen Bacillus and Other Incidents, su isfdb.org. URL consultato l'11 febbraio 2012.
22. ↑  (FR) Le Visage Vert - Littérature fantastique, su levisagevert.com. URL consultato il 22 febbraio 2012.
23. ↑  (EN) H.G. Wells, The Stolen Bacillus and Other Incidents, su isfdb.org, Methuen & Co., 1895. URL consultato l'11 febbraio 2012.
24. ↑   H.G. Wells, Isfdb-Thirty strange stories, su isfdb.org. URL consultato il 4 marzo 2017.
25. ↑  (EN) H.G. Wells, Thirty Strange Stories, su isfdb.org, Edward Arnold, 1897. URL consultato l'11 febbraio 2012.
26. ↑  (EN) H.G. Wells, Thirty Strange Stories, su openlibrary.org, Edward Arnold, 1897. URL consultato l'11 febbraio 2012.
27. ↑  (EN) H.G. Wells, Thirty strange stories by H.G.Wells, author of "The invisible man" "The war of the worlds" (PDF), su scans.library.utoronto.ca, Edward Arnold, 1897,  p. 520. URL consultato il 29 dicembre 2014 (archiviato dall'url originale il 29 dicembre 2014).
28. ↑  (EN) H.G. Wells, The Early H. G. Wells, su isfdb.org, University of Toronto Press, 1961. URL consultato il 13 marzo 2017.
29. ↑   Illustration Art Solution - Science Fiction Illustration: An Artist’s View of Life on Mars, su illustration-art-solutions.com. URL consultato il 3 marzo 2017.
30. ↑   "The Things That Live on Mars". By H. G. Wells. Illustrated by William R. Leigh. Cosmopolitan Magazine XLIV:4 (March 1908). Pages 334–42., su babel.hathitrust.org. URL consultato il 3 marzo 2017.
31. ↑   Tangent Online Presents: An Interview with Leigh Brackett & Edmond Hamilton (archiviato dall'url originale il 19 agosto 2016).. Conducted by Dave Truesdale and Paul McGuire III. April 16–18, 1976. Tangent (tangentonline.com). Reprint from Tangent No. 5 (Summer 1976), probably with later thumbnail images. Retrieved 2016-07-08